# Жанакорганський район
Жанакорга́нський район (каз. Жанақорған ауданы, рос. Жанакорганский район) — адміністративна одиниця у складі Кизилординської області Казахстану. Адміністративний центр — село Жанакорган.

## Історія
Утворений 17 січня 1928 року, в радянські часи називався Яникурганський район.

## Населення
Населення — 78742 особи (2021; 70128 у 2009, 67563 у 1999, 62459 у 1989).
Національний склад (станом на 2016 рік):
- казахи — 81883 особи (99,08 %)
- росіяни — 233 особи
- турки — 207 осіб
- корейці — 87 осіб
- узбеки — 71 особа
- татари — 40 осіб
- греки — 24 особи
- чеченці — 20 осіб
- уйгури — 13 осіб
- азербайджанці — 6 осіб
- німці — 6 осіб
- українці — 5 осіб
- башкири — 5 осіб
- киргизи — 3 особи
- білоруси — 2 особи
- молдовани — 1 особа
- інші — 38 осіб

## Склад
До складу району входять 26 сільських округів:
| Поселення                               | Площа, км² | Населення, осіб (1989) | Населення, осіб (1999) | Населення, осіб (2009) | Населення, осіб (2021) | Центр        | Населені пункти |
| --------------------------------------- | ---------- | ---------------------- | ---------------------- | ---------------------- | ---------------------- | ------------ | --------------- |
| Аккорганський сільський округ           | 43,08      | 2695                   | 3732                   | 3766                   | 4446                   | Тугіскен     | 1               |
| Аккуїцький сільський округ              | 52,02      | 2824                   | 2429                   | 2422                   | 2358                   | Бірлік       | 1               |
| Байкенженський сільський округ          | 45,09      | 1643                   | 1293                   | 1302                   | 1429                   | Байкенже     | 2               |
| Єкпіндинський сільський округ           | 12,78      | 627                    | 855                    | 953                    | 926                    | Єкпінді      | 1               |
| Жайилминський сільський округ           | 36,05      | 938                    | 1145                   | 1242                   | 1489                   | Жайилма      | 1               |
| Жаманбай-батира сільський округ         | 70,00      | 3620                   | 3699                   | 3336                   | 3119                   | Бесарик      | 2               |
| Жанакорганський сільський округ         | 28,29      | 18939                  | 20708                  | 22716                  | 31910                  | Жанакорган   | 1               |
| Жанарицький сільський округ             | 19,02      | 1491                   | 1827                   | 1992                   | 1865                   | Жанарик      | 1               |
| імені Машбека Налібаєва сільський округ | 9,23       | 763                    | 915                    | 1020                   | 1026                   | Акжол        | 1               |
| Кандозький сільський округ              | 66,46      | 2366                   | 1685                   | 1334                   | 1308                   | Кандоз       | 3               |
| Каратобинський сільський округ          | 55,70      | 1413                   | 1676                   | 1756                   | 1611                   | Баспакколь   | 1               |
| Кейденський сільський округ             | 17,57      | 932                    | 1301                   | 1387                   | 1470                   | Кейден       | 2               |
| Келінтобинський сільський округ         | 51,09      | 2401                   | 3227                   | 3569                   | 3183                   | Келінтобе    | 1               |
| Кираський сільський округ               | 20,95      | 757                    | 719                    | 881                    | 829                    | Кизилмакташи | 1               |
| Киркенсеський сільський округ           | 13,11      | 1666                   | 1985                   | 2013                   | 1847                   | Абдігаппар   | 1               |
| Кожакентський сільський округ           | 39,40      | 2119                   | 2747                   | 3007                   | 3152                   | Кожакент     | 1               |
| Кожамбердинський сільський округ        | 13,80      | 934                    | 992                    | 897                    | 786                    | Кожамберді   | 1               |
| Коктобинський сільський округ           | 35,41      | 603                    | 529                    | 586                    | 503                    | Коктобе      | 1               |
| Косуйєнкинський сільський округ         | 22,94      | 804                    | 815                    | 940                    | 776                    | Косуйєнкі    | 1               |
| Манапський сільський округ              | 53,16      | 1071                   | 1081                   | 1024                   | 1023                   | Манап        | 2               |
| Озгентський сільський округ             | 25,50      | 1300                   | 1526                   | 1705                   | 1701                   | Озгент       | 2               |
| Сунакатинський сільський округ          | 30,62      | 2151                   | 2309                   | 2439                   | 2386                   | Сунаката     | 2               |
| Суттикудицький сільський округ          | 34,40      | 2288                   | 2240                   | 2143                   | 2082                   | Такирколь    | 1               |
| Талапський сільський округ              | 42,58      | 1052                   | 1030                   | 1073                   | 1146                   | Бесарик      | 1               |
| Томенарицький сільський округ           | 25,04      | 4236                   | 4175                   | 4069                   | 3716                   | Томенарик    | 1               |
| Шалкинський сільський округ             | 5,18       | 2826                   | 2950                   | 2556                   | 2655                   | Шалкія       | 2               |

## Найбільші населені пункти
Населені пункти з чисельністю населенн понад 2000 осіб:
| № | Населений пункт | Населення, осіб (1989) | Населення, осіб (1999) | Населення, осіб (2009) | Населення, осіб (2021) |
| - | --------------- | ---------------------- | ---------------------- | ---------------------- | ---------------------- |
| 1 | Жанакорган      | 18939                  | 20708                  | 22716                  | 31910                  |
| 2 | Тугіскен        | 2695                   | 3732                   | 3766                   | 4446                   |
| 3 | Томенарик       | 4236                   | 4175                   | 4069                   | 3716                   |
| 4 | Келінтобе       | 2401                   | 3227                   | 3569                   | 3183                   |
| 5 | Кожакент        | 2119                   | 2747                   | 3007                   | 3152                   |
| 6 | Бірлік          | 2824                   | 2429                   | 2422                   | 2358                   |
| 7 | Такирколь       | 2288                   | 2240                   | 2143                   | 2082                   |
| 8 | Бесарик, село   | 2103                   | 2275                   | 1909                   | 2046                   |